# اوه عزیزم! اینجا هند است
اوه عزیزم! اینجا هند است (هندی: ओ डार्लिंग यह है इण्डिया) فیلمی هندی در سبک کمدی-درام است که در سال ۱۹۹۵ منتشر شد. از بازیگران آن می‌توان به شاهرخ خان، دیپا ساهی، انوپم کهیر و آمریش پاری اشاره کرد.